# Dolina Jadwigi
Dolina Jadwigi (dodatkowa nazwa w j. kaszub. Dolëzna Jadwidżi, w j. niem. Wilhelminenthal) – osada w Polsce, w województwie pomorskim, w powiecie kartuskim, w gminie Sierakowice.
Miejscowość leży na zachodnim skraju Pojezierza Kaszubskiego przy drodze wojewódzkiej nr 211 (Żukowo-Kartuzy-Nowa Dąbrowa). Wchodzi w skład sołectwa Smolniki.
Do 2023 miejscowość była częścią wsi Smolniki.
W latach 1975–1998 Dolina Jadwigi administracyjnie należała do województwa gdańskiego.

## Historia
Od średniowiecza w granicach Pomorza, w latach 1816-1920 część powiatu Stolp. Po korekcie granicy z 1920 r. osada znalazła się w granicach Polski (powiat kartuski). Do 1939 roku była polską miejscowością graniczną.